# Edifici d'habitatges al carrer Unió, 39
L'Edifici d'habitatges al carrer Unió, 39 és una obra racionalista de Tarragona protegida com a Bé Cultural d'Interès Local.

## Descripció
Edifici d'estil eclèctic, encara que amb un cert regust racionalista.
Utilitza l'arc de mig punt a algunes de les obertures de la primera planta i a la porta d'accés a la planta baixa. Però, sobretot, és interessant la gran tribuna del principal, que suporta el balcó del pis del damunt i que es corba resseguint la cantonada.
Hi ha un baix relleu amb dos putti.